# MKB 11
Die schmalspurige Tenderlokomotive MKB 11 der Mindener Kreisbahnen (MKB) war eine Dampflokomotive für den schweren Güterzugbetrieb und wurden von Jung 1911 gebaut. Sie war bei der schmalspurigen MKB bis 1936 in Betrieb. Danach war sie bei verschiedenen anderen Gesellschaften im Einsatz und versah  bis 1963 ihren Dienst, danach wurde sie ausgemustert.

## Geschichte
Da die Lokomotiven MKB 1 und 5 der Maschinenfabrik Christian Hagans bereits in der Zeit vor dem Ersten Weltkrieg überfordert waren, beauftragten die Mindener Kreisbahnen die Lokomotivfabrik Arnold Jung mit der Entwicklung einer stärkeren Maschine. Es entstand bei Jung ein Einzelstück, das den stärker werdenden Verkehr bewältigen konnte. Sie wurde als MKB 11 bezeichnet.
Die Lokomotive war bei den Kreisbahnen bis 1936 im Einsatz. Danach wurde sie wegen des Umbaues des Streckennetzes auf Normalspur überflüssig. Sie wurde an die Sylter Inselbahn abgegeben, wo sie bis nach dem Zweiten Weltkrieg blieb. 1947 wurde sie von den Vereinigten Kleinbahnen erworben, und kam zur Engelskirchen-Marienheider Eisenbahn, wo sie allerdings wegen der zu großen Achslast nicht zum Einsatz kam, 1949 zur ebenfalls zur VKA gehörenden Kleinbahn Bremen–Tarmstedt. 1956 wurde sie an die Hessische Landesbahn für die Biebertalbahn abgegeben, wo sie 1963 ausgemustert und verschrottet wurde. Die Lok hat immer die Nummer 11 getragen.

## Konstruktion
Die Lokomotive besaß einen genieteten Blechrahmen, der stellenweise als Wasserkastenrahmen verwendet wurde. Dazu waren zwei seitliche Wasserkästen angebracht, so dass die Lokomotive einen Wasservorrat von 4,5 m³ mitführen konnte. Die Kohlen waren tief hinter dem Führerhaus gebunkert. Im Rahmen waren die Treibachsen geführt. Die erste Achse war als Gölsdorf-Achse mit einem Seitenverschub von ±18 mm ausgeführt, alle anderen Achsen waren fest gelagert. Die Schleppachse war als Bisselgestell ausgebildet.
Der Kessel besaß eine Feuerbüchse aus Kupfer. Er war mit Regelarmaturen ausgestattet. Gespeist wurde er von zwei Strahlpumpen von Strube. Das Blasrohr war halbhoch angeordnet. Die Heusinger-Steuerung wurde mit Flachschieber gesteuert. Zur Ausrüstung gehörten eine Wurfhebelbremse und eine Saugluftbremse Bauart Körting. Erzeugt wurde der Unterdruck von einem Luftsauger, er hatte seinen Platz neben der Rauchkammer rechts. Ein Elevator von Körting ermöglichte das Wasserfassen aus Tiefbrunnen.